# عنصر وظيفي
في إطار برنامج نعوم تشومسكي البسيط، فإن عناصر المعجم مكون من نوعين: مع أو بدون محتوى جوهري. تسمى عناصر الفئة السابقة العناصر المعجمية، في حين أن عناصر الفئة الأخيرة هي عناصر وظيفية. العناصر الوظيفية تحمل المحتوى النحوي للجملة، مما يعني أنه من خلال إخراجها من الجملة، سيظل المرء يفهم المعنى، وعلى الرغم من أنه لن يكون نحويًا. وبعبارة أخرى، هم «الغراء» الذي يجمع الجملة معًا. يمكن أيضًا تصنيف العناصر الوظيفية على أنها فئة مغلقة ، أي أنها تنتمي إلى أجزاء من الكلام التي لا تسمح بسهولة للأعضاء الجدد. إذا تمت إزالة العناصر الوظيفية من جملة، فإن الكلمات المتبقية هي العناصر المعجمية. العناصر المعجمية للجملة هي تلك التي تستخدم في الكلام البرقية ؛ العناصر الوظيفية هي الوحدات النحوية التي تجمع الجملة معًا وتجعلها أكثر مرونة. العناصر الوظيفية هي مجموعات الميزات. تتضمن العناصر الوظيفية نوعين من الوحدات الصرفية. الوحدات الصرفية الحرة، مثل مشروط، مساعدين، محددات، مكملات، مورفيم ملزمة مثل الألقاب الاسمية واللفظية. على الرغم من أن العناصر الوظيفية لها هيكل ميزة، إلا أنها لا تدخل في وضع علامة θ.
يقدم الجدول التالي أمثلة على العناصر الوظيفية شائعة الاستخدام 
| فئات وظيفية (مغلقة) للغة الإنجليزية | أمثلة |  |
| ----------------------------------- | --- |  |
| حرف جر                              | إلى، من، تحت، فوق، مع، من قبل، في، فوق، قبل، بعد، من خلال، قرب، تشغيل، إيقاف، من أجل، في، إلى، من، خلال، عبر، بدون، منذ، حتى                              |  |
| المحدد                              | ال، أ، هذه، ذلك، هؤلاء، اولئك، يون، كل، بعض، كثير، معظم، قليل، الكل، كل، اي، اقل، اقل، لا واحد، اثنان، ثلاثة، اربعة، الخ. لي، لك، له، لها، انها، لنا، هم. |  |
| اقتران                              | و، أو، ولا، ولا أيضًا |  |
| المكملون                            | ذلك، إذا، سواء |  |
| تام                                 | الى يملك، لديها، كان، صباحا، يكون، هم، كان، كانوا، فعل، هل، فعل، إرادة، سيكون، يجب، ينبغي، يستطيع، استطاع، قد، ربما، يجب.                                 |  |
| اتفاقية                             | -س |  |
| النفي                               | ليس |  |

## اكتساب الرضع للعناصر الوظيفية
يبدأ الرضع بتحديد العناصر الوظيفية في الفصل الثاني بعد الولادة. إنهم قادرون على التعرف على العناصر الوظيفية من خلال سماعها بشكل متكرر وكذلك من خلال الإشارات الصوتية والتوزيعية. علاوة على ذلك، فإن الأطفال قادرون على التمييز بين العناصر الوظيفية والمعجمية بناءً على الإشارات الصوتية والصوتية. تركيبات الكلمة الأولى للأطفال محدودة في نطاق المعاني العلائقية. وفقًا لبعض وجهات النظر حول اكتساب اللغة، يوفر التطور المعرفي فئات الكلام التوافقي المبكر، ويوفر الإدخال من خطاب الطفل عناصر معجمية تملأ تلك الفئات. تتضمن العناصر الوظيفية بشكل شائع الاكتساب المبكر للأطفال الإنجليز كلمات المرحلة المبكرة مثل «في، على، أ، ال، م» (قابلة للانكماش كوبولاس) وتمتلكه.
يواجه الأطفال الذين يعانون من إعاقات لغوية محددة صعوبات في مجموعة من العناصر ضمن الفئات الوظيفية. بالمقارنة مع الأطفال الأصغر سنًا الذين يتطورون عادةً بمتوسط أطوال نطق متساوية، لا يستخدم الأطفال المعاقون العناصر النحوية المرتبطة بالفئات كثيرًا. ومع ذلك، لا يوجد دليل على أنها تفتقر إلى فئات وظيفية كاملة تمامًا؛ حتى الأطفال ذوي الكلام المحدود للغاية يظهرون استخدام عنصرين مختلفين أو أكثر داخل كل نظام من فئات الفئات الوظيفية.